# Hamburg-Moorburg
Moorburg is een stadsdeel van Hamburg in het district Harburg .

## Geografie
Moorburg ligt net boven zeeniveau in de Elbmarsch. Er is alleen een kunstmatige verhoging: de Moorburger Berg met een hoogte van 21,9 meter.

### Aangrenzende stadsdelen
Aan Moorburg grenzen: ten noorden Altenwerder, ten oosten Wilhelmsburg, ten zuiden Heimfeld, ten zuidwesten Hausbruch en ten westen Francop (met uitzondering van Wilhelmsburg allemaal in het district Harburg).

## Geschiedenis
Moorburg maakt sinds 1375 deel uit van Hamburg. Het is de oudste en tot 1937 de enige wijk van Hamburg ten zuiden van de Elbe. Het is ook een van de oudste wijken van Hamburg. Het is een dorp met een lange straat. Alleen rond de kerk was er een cluster van huizen die iets van een centrum hadden.
De Hamburgers kochten de gebieden Olde Moor en Reetwisch, die in de onmiddellijke nabijheid van de Alte Süderelbe lagen, in die tijd de belangrijkste tak van de Elbe die ook de voorkeur van de schepen had.

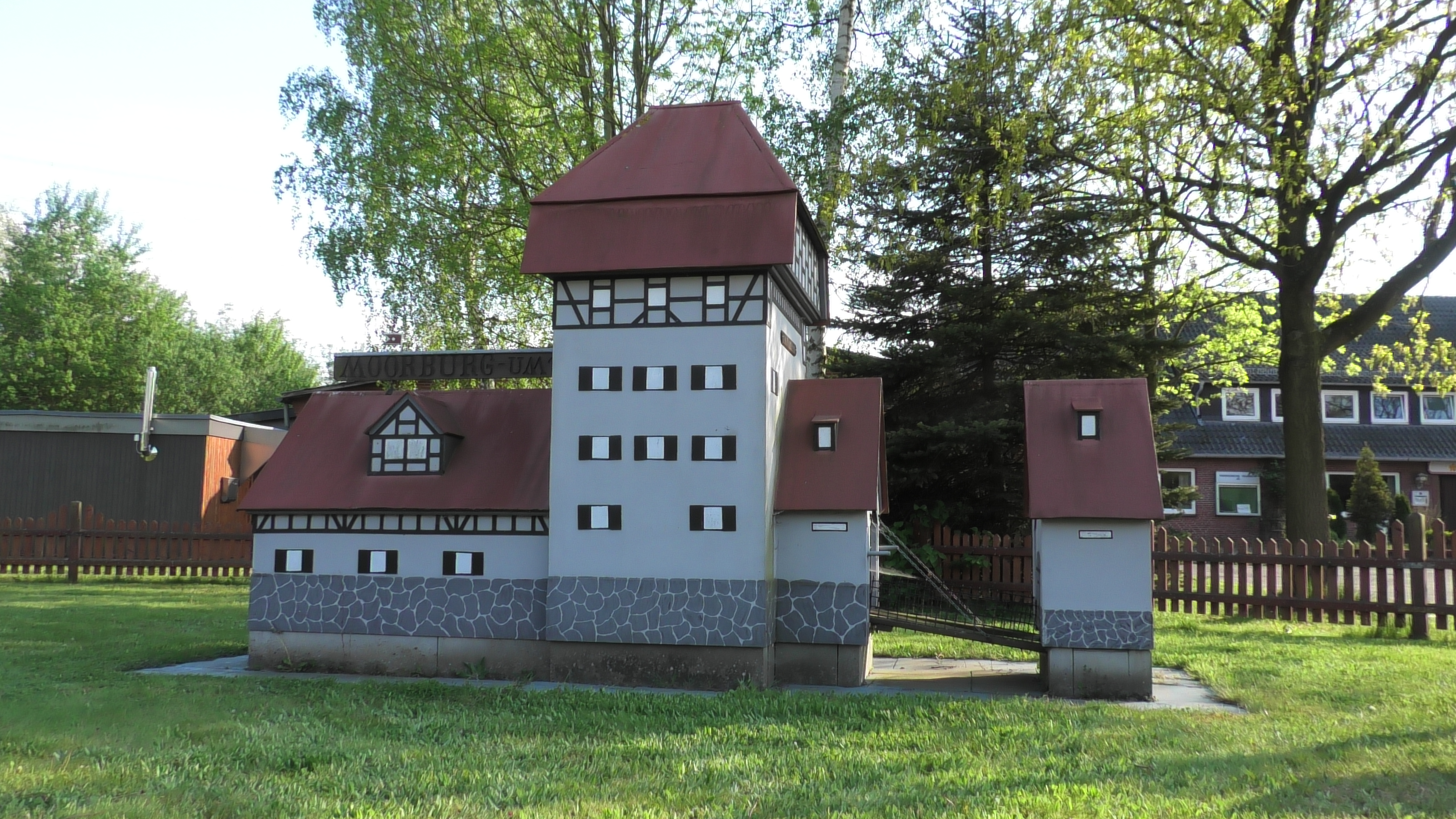
Een replica van de Moorburg

Ze bouwden hier in 1390 een verdedigingstoren, die - naar het landschap - Moorburg werd genoemd, om de scheepvaart te beheersen en het stapelrecht uit te oefenen. Dit betekende dat kooplieden ofwel douanerechten moesten betalen voor hun goederen op de schepen of deze enige tijd in Hamburg te koop moesten aanbieden. Dit leidde tot een blijvend geschil met de hertogen van Lüneburg, die in het naburige Harburg woonden en hun rechten geschonden zagen. Het geschil werd uiteindelijk in het voordeel van Hamburg beslecht.
Aan de Moorburger Kirchdeich staat een gedenkteken dat de verdediging van Moorburg herdenkt bij de Moorburger Schanze tegen de Franse troepen in 1814.

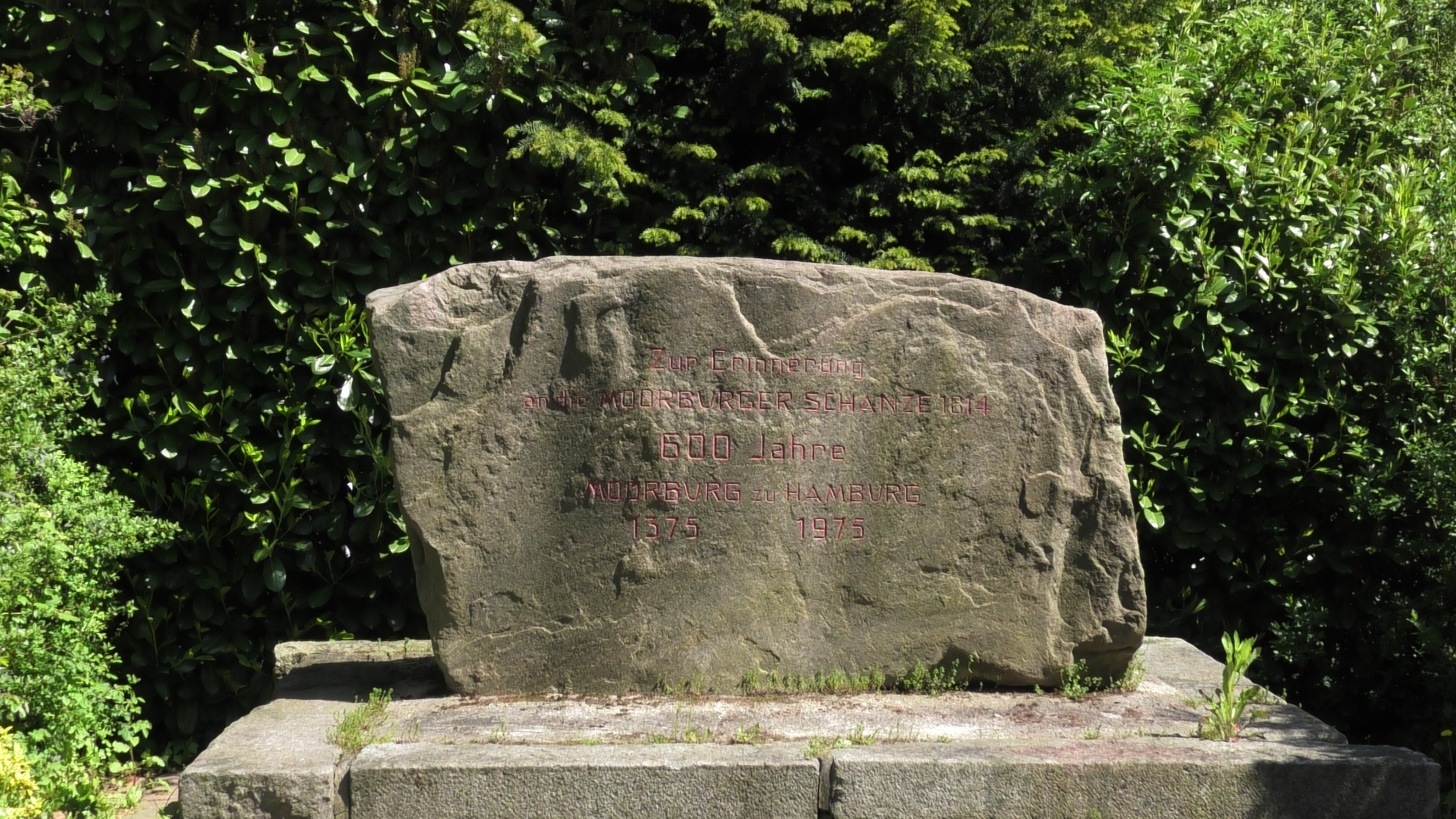
Monument Moorburger Schanze in Moorburg

De oude Süderelbe ten noorden van Moorburg werd na de stormvloed van 1962 gedempt.
Moorburg ligt sinds 1982 in het havenuitbreidingsgebied. De stad Hamburg heeft al meer dan 90 procent van de huizen opgekocht. Er loopt er een renovatieprogramma voor onroerend goed dat eigendom is van de stad. Hamburg bleef ook investeren in de sociale infrastructuur. De gemeente heeft een aantal tijdelijke bouwvergunningen afgegeven voor bewoners van Moorburg. Het Havenbedrijf Hamburg plant de aanleg van een meer dan 30 meter hoge stortplaats voor verontreinigd havenslib op een oppervlakte van 45 hectare. Hierdoor is de bouw van een containerterminal in Moorburg niet meer mogelijk. Tegen deze plannen is er protest vanuit het stadsdeel en vanuit de districtsraad van Harburg.
Het concept van een "kennispark voor milieu- en maritieme technologieën", gericht op samenwerking met de nabijgelegen Technische Universiteit van Hamburg, werd voorgesteld als alternatief voor deze gebieden.

## Cultuur en bezienswaardigheden

### Gebouwen

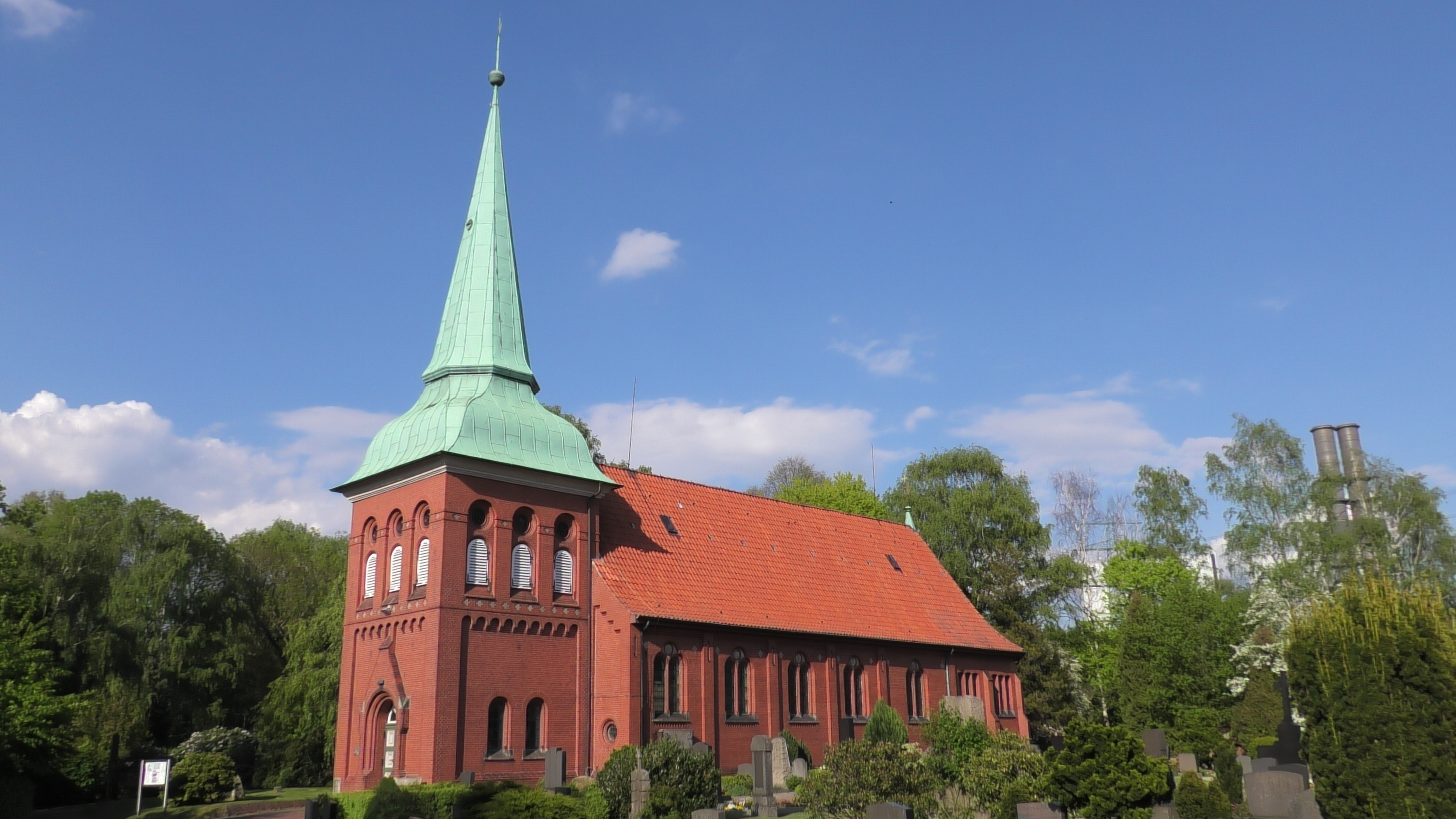
Evangelisch-Lutherse St. Maria-Magdalenakerk

Een kerk in Moorburg werd voor het eerst genoemd in 1309. Deze stond tot 1597 op een terp op de Moorburger Kirchdeich, ten zuiden van de plaats van de huidige kerk. Het "oude kerkhof" is vandaag de dag nog steeds te zien en is gemarkeerd met een informatiebord.
Van 1987 tot 1989 werden door het Helms Museum archeologische opgravingen uitgevoerd, waarbij geen bouwresten werden gevonden, maar wel sporen van twee kerkgebouwen en een gouden kelk uit de 16e eeuw. 406 middeleeuwse en drie moderne graven werden blootgelegd. Naast doosvormige doodskisten werden zeven boomstamkano 's als doodskist gevonden.
De huidige Evangelisch-Lutherse St. Maria Magdalenakerk werd gebouwd in de buurt van de Moorburger Elbdeich en ingewijd in 1597. Zij werd herbouwd door Lorenz Dohmsen van 1684 tot 1689, en van 1878 tot 1879 was er nog een verbouwing in neogotische stijl, die van 1906 tot 1907 grotendeels weer werd verwijderd. Het barokke interieur dateert uit 1688.

## Economie en Infrastructuur

### Verkeer

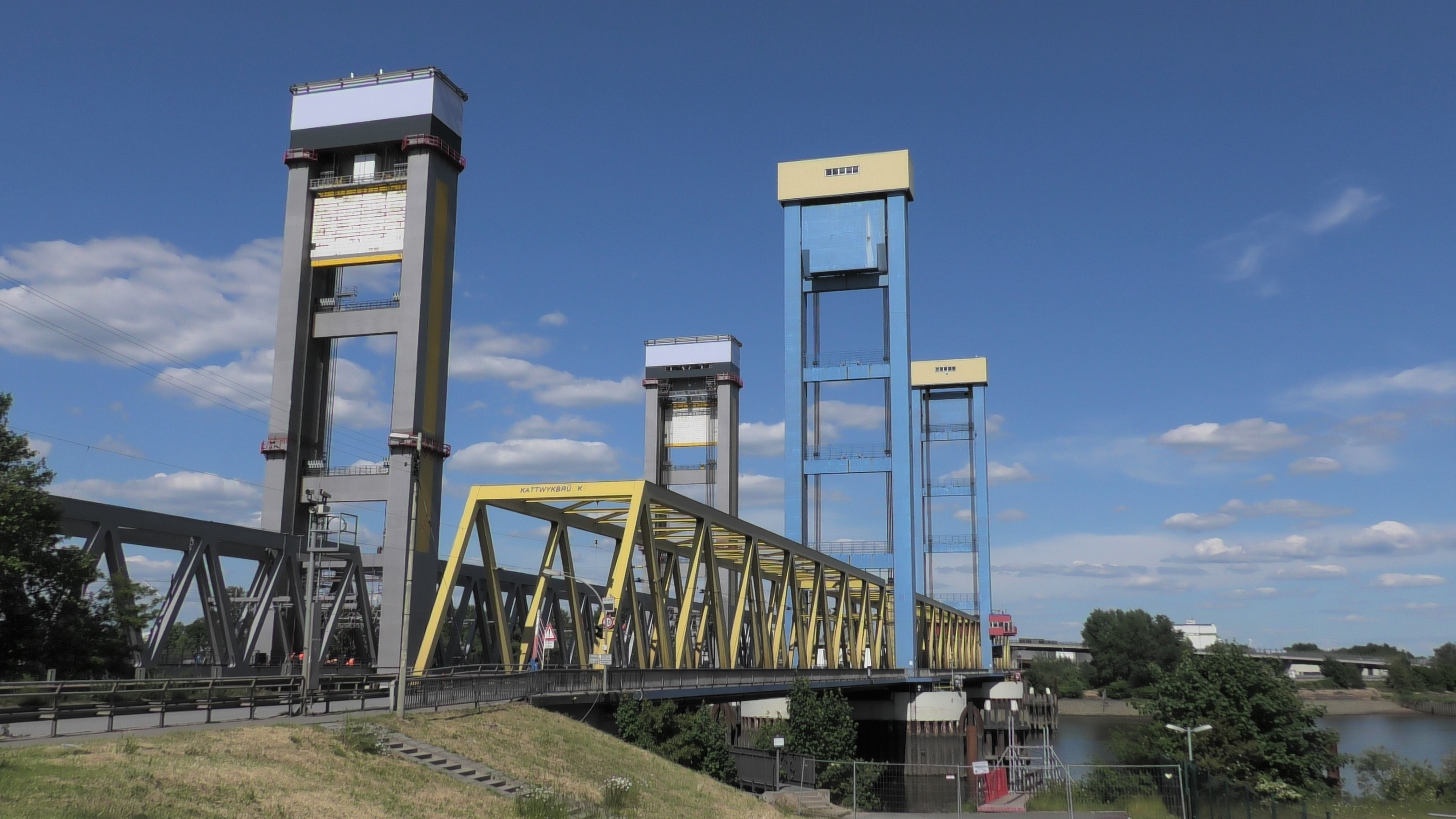
De nieuwe en de oude Kattwykbrug in Moorburg

Moorburg wordt doorsneden door de A7 op palen of talud.
Buslijn 157 verbindt Moorburg met Hamburg-Harburg. Buslijn 250 rijdt door de nieuwe Elbetunnel naar Hamburg-Altona .
De Kattwykbrug, een hefbrug voor het wegverkeer en de treinen van de Hamburgse Havenspoorwegen, loopt over de Süderelbe. Zij verbindt Moorburg met Wilhelmsburg en het centrale vrijhavengebied . Vanaf 2020 wordt de A26 aangelegd als havendoorgang parallel aan de Moorburger Damm en de Kattwykbrug. Deze doorkruist Moorburg van west naar oost en verbindt de A7 met de A1 .

### Moorburgse elektriciteitscentrale
Van 1974 tot 2001 exploiteerde de Hamburgische Electricitäts-Werke (HEW) de gascentrale van Moorburg . Die had een elektrisch vermogen van 1000 MW en was daarmee een van de grootste conventionele elektriciteitscentrales in Duitsland. De centrale werd in april en mei 2004 opgeblazen. De schoorsteen van deze centrale was met zijn 256 meter het hoogste bouwwerk in Hamburg (de televisietoren is 204 m hoog zonder antenne).

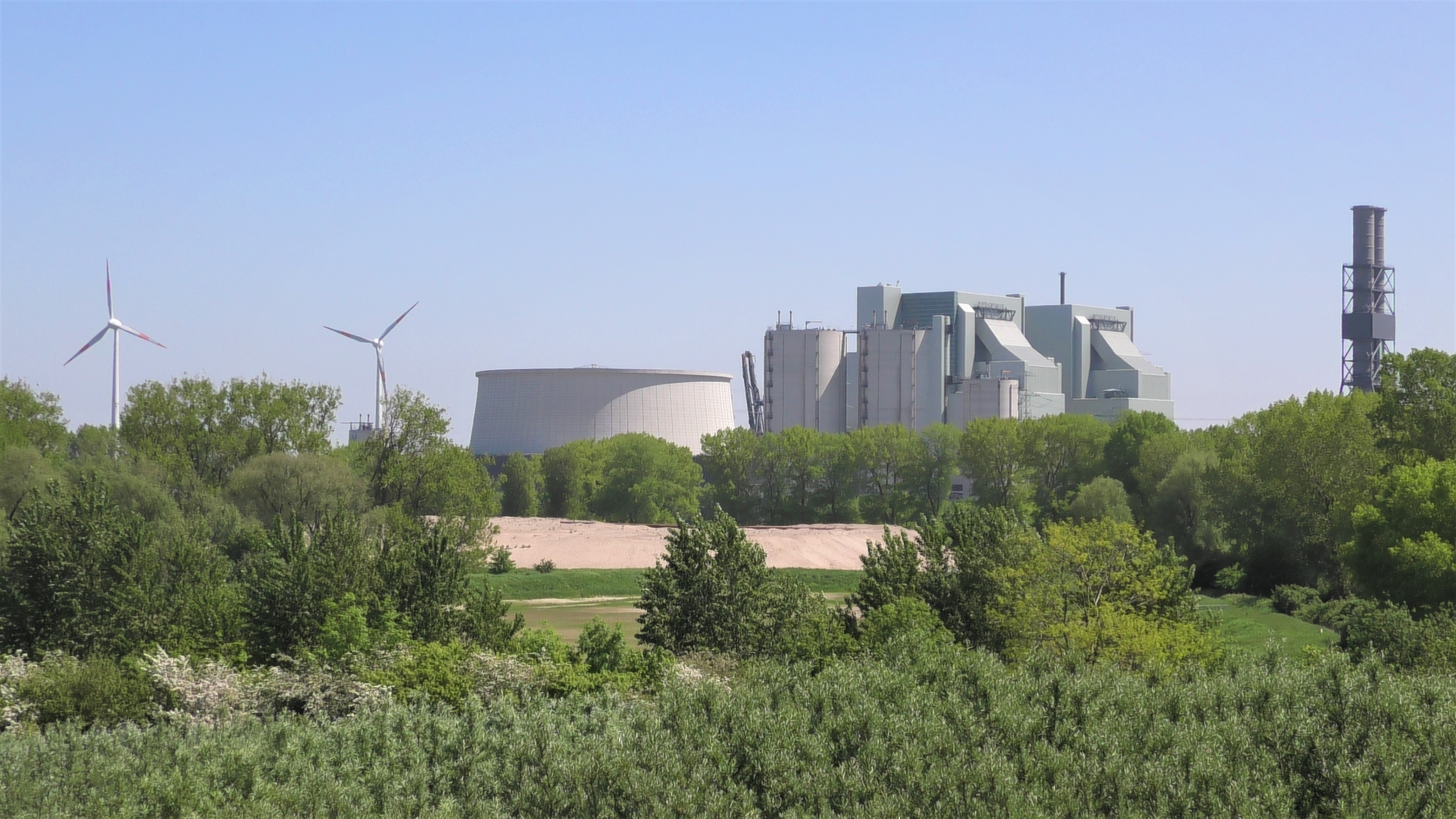
Kolencentrale Moorburg

In september 2006 gaf de raad van bestuur van Vattenfall Europe groen licht voor de bouw van een kolencentrale. In 2017 moest de thermische centrale van Wedel stilgelegd worden en vervangen worden door de nieuwe kolencentrale in Moorburg. In oktober 2007 zijn de voorbereidende werken gestart en in september 2008 is de milieuvergunning verleend. De centrale is in 2014 (Blok B) en 2015 (Blok A) in gebruik genomen. In december 2020 werd zij van het net gehaald en uitgeschakeld.
Het project werd bekritiseerd, vooral vanwege de schadelijkheid voor het klimaat. Anderzijds bleek uit een deskundig verslag van TÜV Rheinland dat de totale uitstoot van CO 2 zou verminderen omdat de centrale veel efficiënter zou werken dan de te vervangen verouderde centrales.
Altenwerder · Cranz · Eißendorf · Francop · Gut Moor · Harburg · Hausbruch · Heimfeld · Langenbek · Marmstorf · Moorburg · Neuenfelde · Neugraben-Fischbek · Neuland · Rönneburg · Sinstorf · Wilstorf